# Bulgaristica

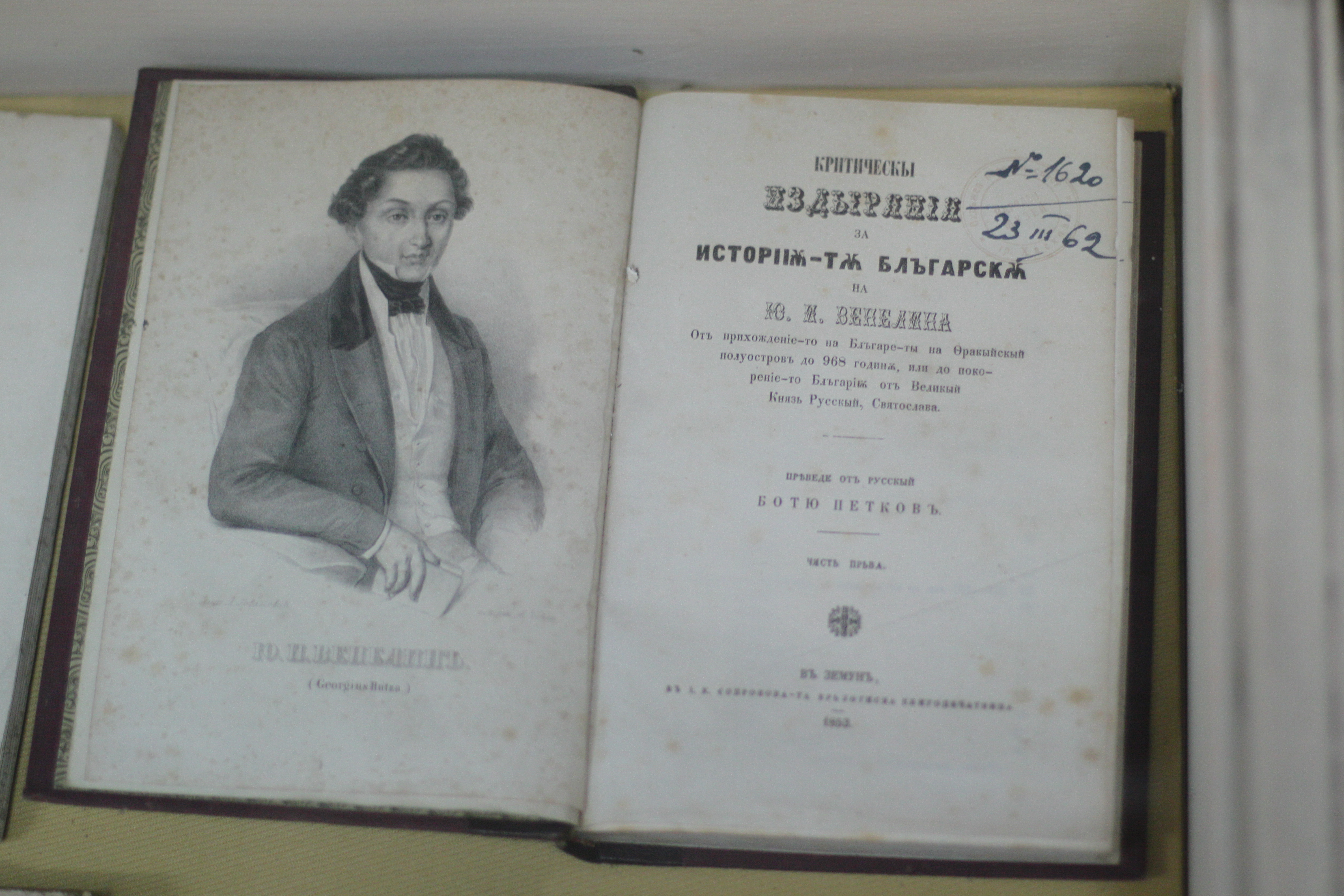
Jurij Venelin, padre della bulgaristica

La Bulgaristica è una interdisciplinarità che studia oggetti e problemi bulgari. È orientato principalmente alle discipline umanistiche e copre la lingua bulgara, la letteratura bulgara, la storia bulgara e l'archeologia bulgara, studi cirillo-metodiani, l'arte bulgara, la cultura spirituale e la cultura materiale tradizionale bulgara.
Gli studi bulgari sono alla base degli studi slavi e si sovrappongono solo parzialmente agli studi slavi, studi paleo-slavi, bizantinistica e balcanistica. Il fondatore degli studi bulgari in Italia è Enrico Damiani. Un nome famoso è quello di Giuseppe dell'Agata.

## Corsi di lingua e letteratura bulgara presso le università italiane
- Università "Ca' Foscari", Venezia, Facoltà di Lingue e Letterature straniere
- Università degli Studi di Trieste, Facoltà di Lettere e Filosofia
- Università degli Studi di Roma  "La Sapienza", Facoltà di Lettere e Filosofia
- Università di Pisa, Facoltà di Lettere e Filosofia
- Università degli Studi di Napoli "L'Orientale", Facoltà di Lettere e Filosofia
- Università degli Studi di Firenze, Facoltà di Lettere e Filosofia
- Università di Bologna, Facoltà di Lingue e letterature straniere
- Università degli Studi di Bari "Aldo Moro", Facoltà di Lingue e letterature straniere